# تل مابين
تل مابين، هو جبل يقع في مقاطعة جرين، في نيويورك شرق-جنوب شرق براتسفيل، نيويورك. تل مابين يقع جنوب قمة جبل باترسون. يستنزف الجنوب والشرق في جدول شوهاري.